# Stary Paczków
Stary Paczków (niem. Alt Patschkau) – wieś w Polsce położona w województwie opolskim, w powiecie nyskim, w gminie Paczków.
W latach 1945–54 siedziba gminy Stary Paczków. W latach 1975–1998 miejscowość administracyjnie należała do ówczesnego województwa opolskiego.

## Historia
Wieś istniała już w XII wieku, nosiła taką samą nazwę jak obecny Paczków. Znajdowała się z dala od innych osad przez co do połowy XIII wieku uważana była za niepodległe miasto-państwo. Gdy w 1254 roku w pobliżu wioski rozpoczęto lokację nowej miejscowości, którą nazwano tak samo, wieś nazwana została Starym Paczkowem. W Starym Paczkowie spędził swoją młodość francuski wicehrabia Narbony Aimery IV, który przywłaszczył sobie tereny wsi pod koniec XIII w., na co nie wyrazili zgody właściciele sąsiadujących z tą ziemią gruntami. Po kilku latach konflikt zażegnano, a Stary Paczków został zaanektowany przez Śląsk. Mimo to miał ponoć cieszyć się przez lata częściową autonomią. W XV wieku we wsi wzniesiono kościół prawdopodobnie w miejscu poprzedniego drewnianego.

## Zabytki
Do wojewódzkiego rejestru zabytków wpisane są:
- kościół par. pw. Wszystkich Świętych, z XV wieku, gruntownie przebudowany ok. 1890. Wewnątrz w ołtarzu gotycki tryptyk Wszystkich Świętych z ok. 1494 przeniesiony z kościoła św. Jana w Paczkowie;
- dom gminy, z XIX w. z wmurowanym późnogotyckim portalem[6]